# Saint-Paul-de-Varax
Saint-Paul-de-Varax är en kommun i departementet Ain i regionen Auvergne-Rhône-Alpes i östra Frankrike. Kommunen ligger  i kantonen Villars-les-Dombes som ligger i arrondissementet Bourg-en-Bresse. Kommunens areal är 25,97 km². År 2022 hade Saint-Paul-de-Varax 1 637 invånare.

## Befolkningsutveckling
Antalet invånare i kommunen Saint-Paul-de-Varax
Referens: INSEE